# Kunststätte Bossard
Die Kunststätte Bossard ist ein Museum und expressionistisches Gesamtkunstwerk. Auf einem etwa drei Hektar großen Heidegrundstück zwischen Jesteburg und Lüllau im Norden der Lüneburger Heide erbauten Johann Michael Bossard (1874–1950) und seine Frau Jutta Bossard-Krull (1903–1996) verschiedene Gebäude und eine Gartenanlage. Sie versuchten, die Künste Architektur, Bildhauerei, Malerei, Kunstgewerbe und Gartenkunst zu einem Ganzen verschmelzen zu lassen. Entstanden ist das Ensemble von 1911 bis 1950. Der Betreiber des 1997 eröffneten Museums ist die Stiftung Kunststätte Johann und Jutta Bossard. Das Grundstück, die Gebäude und Kunstwerke sowie die Archivalien aus dem Nachlass brachte Jutta Bossard-Krull in die 1995 gegründete Stiftung ein. Träger sind die Sparkasse Harburg-Buxtehude, der Landkreis Harburg und seit 2017 die Gemeinde Jesteburg.

## Gesamtkunstwerk
Hinter dem Gedanken zum Gesamtkunstwerk stand verstärkt die Idee der Lebensreform, die sehr viele heterogene Strömungen wie zum Beispiel Freikörperkultur, Naturheilkunde und Tierschutz ausweist.

„Entscheidend für die Idee des Gesamtkunstwerks war der Wunsch, das Leben und die Erfahrung der Welt als ein Ganzes wahrnehmen zu können. Dieser Wunsch war eine Reaktion auf die Erfahrungen und Herausforderungen der Moderne, auf zunehmende Vereinzelung der Menschen, die sich sowohl in der Politik wie im Sozialen oder auch in Philosophie und ästhetischer Theorie widerspiegelte.“

Eine weitere Person, die am Gesamtkunstwerk Kunststätte Bossard mitgearbeitet hat, ist insbesondere der angehende Künstler und Bossard-Schüler Franz Hötterges (1912–1993). Freunde und deren Familien waren regelmäßig in den Ferien an der Kunststätte Bossard zu Gast.

## Entstehung der Anlage
Das langgestreckte Grundstück am Rande der Lüneburger Heide umfasst eine Fläche von etwa drei Hektar. Das Grundstück wurde 1911 von Johann Bossard erworben. Anfang des 20. Jahrhunderts war das Grundstück noch nicht bewaldet, sondern eine Heidefläche. Eines der ersten Gebäude auf dem Grundstück war das Wohn- und Atelierhaus, das auf einer Erhöhung steht.

### Wohn- und Atelierhaus

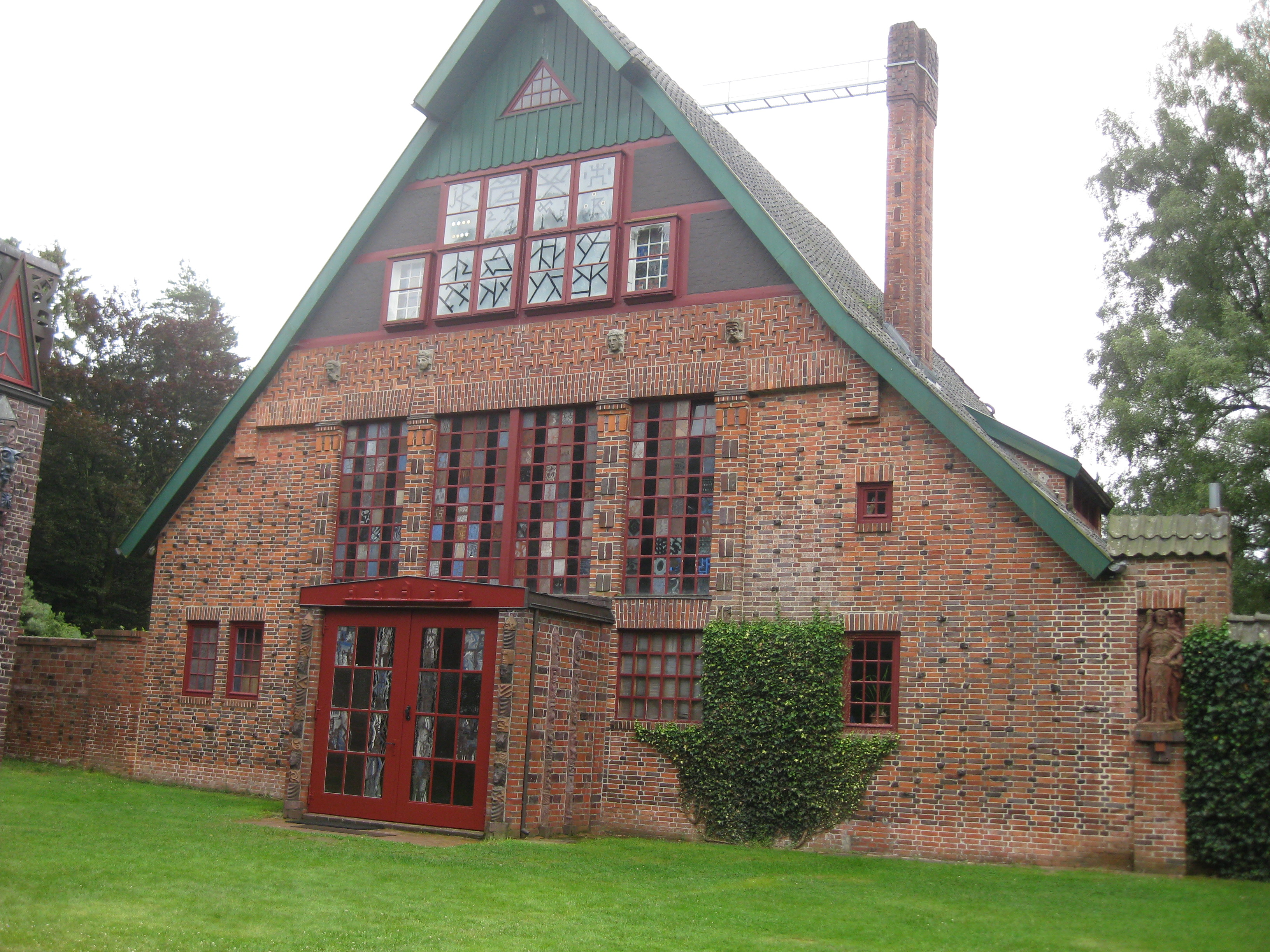
Wohn- und Atelierhaus

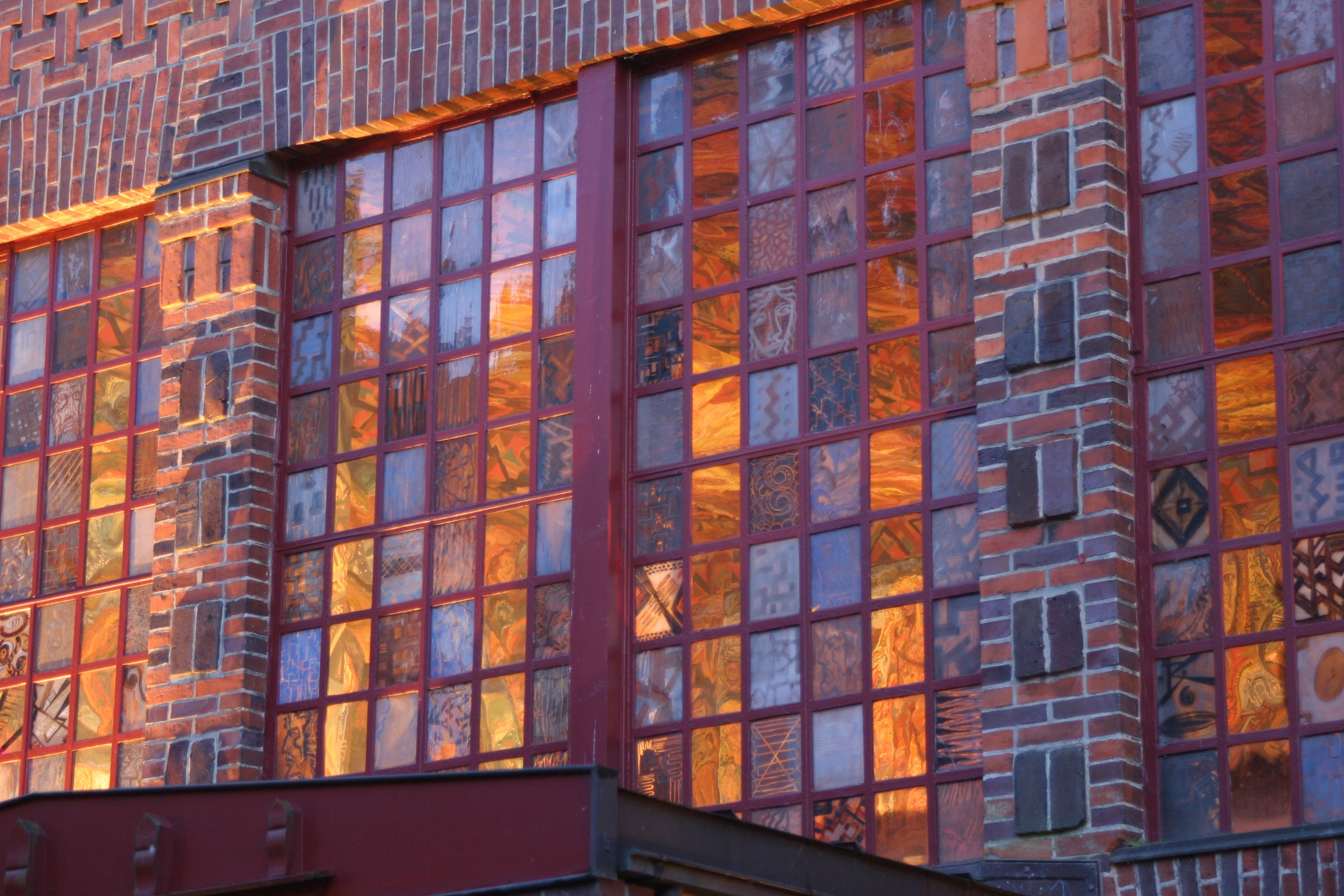
Fassadendetail

Das Gebäude wurde 1913/14 im sogenannten Heimatschutzstil errichtet. Es erstreckt sich über mehrere Etagen, verfügt über mehrere Wohnräume und beherbergt das Atelier Johann Bossards, den späteren Eddasaal. Viele der Privaträume sind bis ins Detail gestaltet. Wände sind bemalt, es finden sich Schnitzereien und diverses Kunsthandwerk von Textilien über Kleinplastiken bis hin zur Keramik. Der erste Raum, den Bossard ausgestaltete, war das sogenannte Musikzimmer. Ein vielschichtiges Bildprogramm zeigt im unteren Wandbereich Geistesgrößen, die Bossard stark beeindruckt haben. „Zu nennen sind hier u. a. Jeremias Gotthelf, Gottfried Keller, Goethe, Schiller, Wagner, Dante, Schopenhauer und Leonardo da Vinci.“ Das Gebäude war für die damalige Zeit modern ausgestattet, da es über eine Zentralheizung, ein Vollbad und eine weitere Toilette im ersten Obergeschoss verfügte.

### Kunsttempel
Im Zeichen des Gesamtkunstwerkes begann Johann Bossard früh über einen Tempel für die Kunst nachzudenken. 1925 verfasste er die „Werbeschrift an meine Freunde“, um in erster Linie Unterstützer für sein Projekt zu gewinnen. Darin schreibt er, dass der Kunsttempel als eine „Stätte innerer Einkehr“ für Wanderer dienen solle und zum Kunstgenuss anregen solle. Gleichzeitig strebte er eine Durchdringung von Leben und Religion an.
Der Bau des Kunsttempels begann 1926, nachdem Bossard zwei großzügige Spenden von Helmuth Wohltat und Theo Offergeld erhalten hatte. In dem Jahr wurde der Kernbau errichtet. 1936 kam der Vorbau mit Portal hinzu. Ursprünglich geplant war mit der Ostercella als Annex noch ein dritter Gebäudeteil, der nicht verwirklicht wurde.
Die Architektur orientiert sich an dem damals modernen Backsteinexpressionismus, wie z. B. dem Chilehaus in Hamburg. Es handelt sich bei dem Kunsttempel um einen fast würfelförmigen Baukörper auf einem quadratischen Grundriss von 12 auf 12 Metern. Die Dachhöhe beträgt 10,5 Meter.
Die seitlichen Fassaden sind im Grundaufbau gleich. Drei senkrechte Fensterreihen gliedern die Fassade. Die Fenster reichen über fast die komplette Höhe des Gebäudes. Vier dreieckig hervorspringende Lisenen sind mit Keramik- und Tonskulpturen versehen. Sieben spitze Gauben krönen die Architektur. Als architektonische Bezugspunkte für das Gebäude werden die Petrikirche in Hamburg für die Dachgauben und die Dombauhütte von Peter Behrens genannt. Das Mauerwerk des Tempels besteht aus Oldenburger Klinker dritter Wahl, als Fehlbrände, die günstiger waren. Durch die Unebenheiten erscheint die Fassade noch bewegter. Bossard selbst formte auch Ziegelsteine mit geometrischen Mustern und ließ diese brennen. Weiterhin wurden keramische Bauplastiken an den lisenenartigen Vorsprüngen verarbeitet. Thematisch taucht wieder der Mensch zwischen Diesseits und Jenseits auf, aber auch Motive der Maschinenwelt, abstrakte Figuren und verspielte Motive. Im Sockelbereich wurde anders gemauert, sodass sich dieser optisch abhebt.

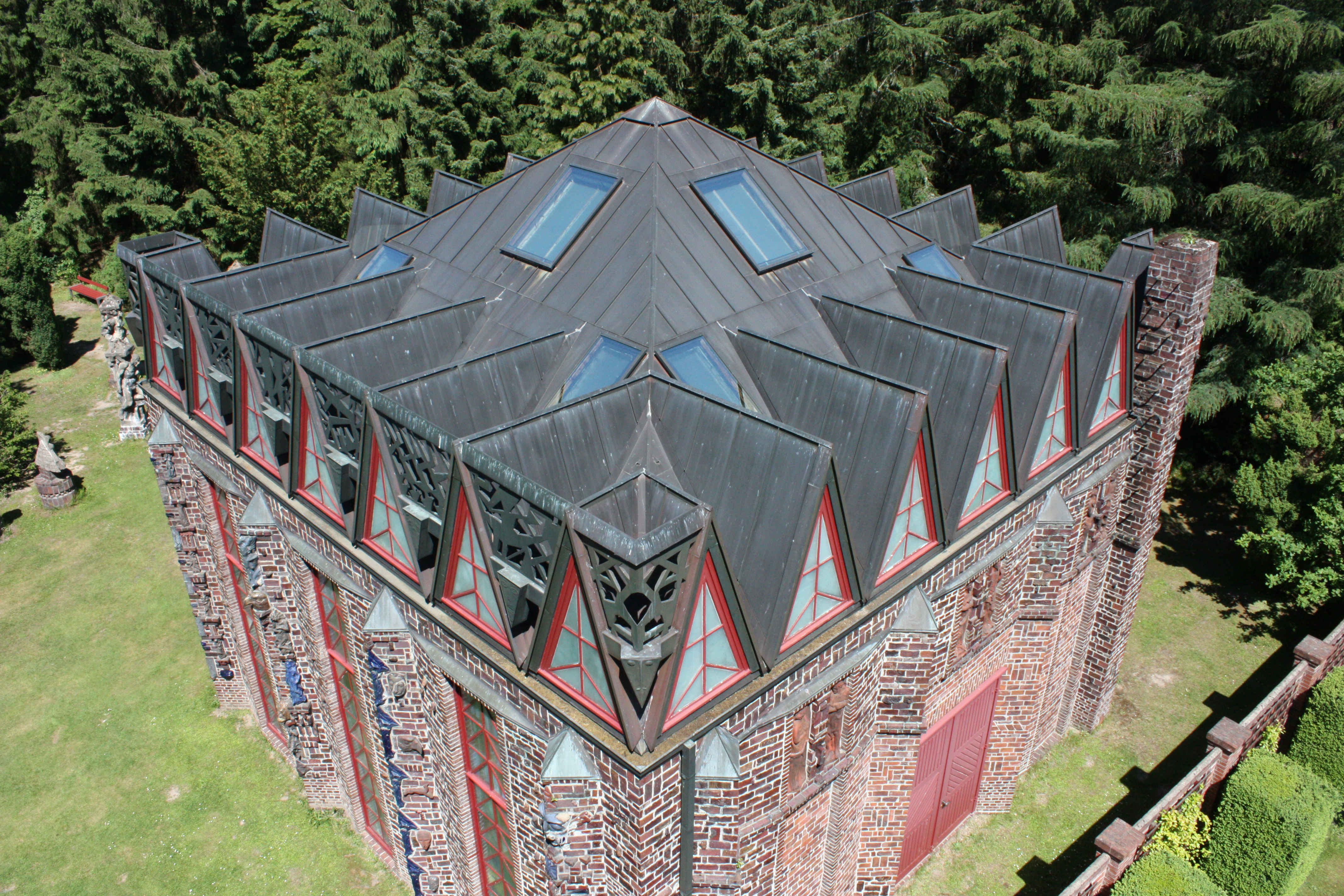
Kunsttempel von oben
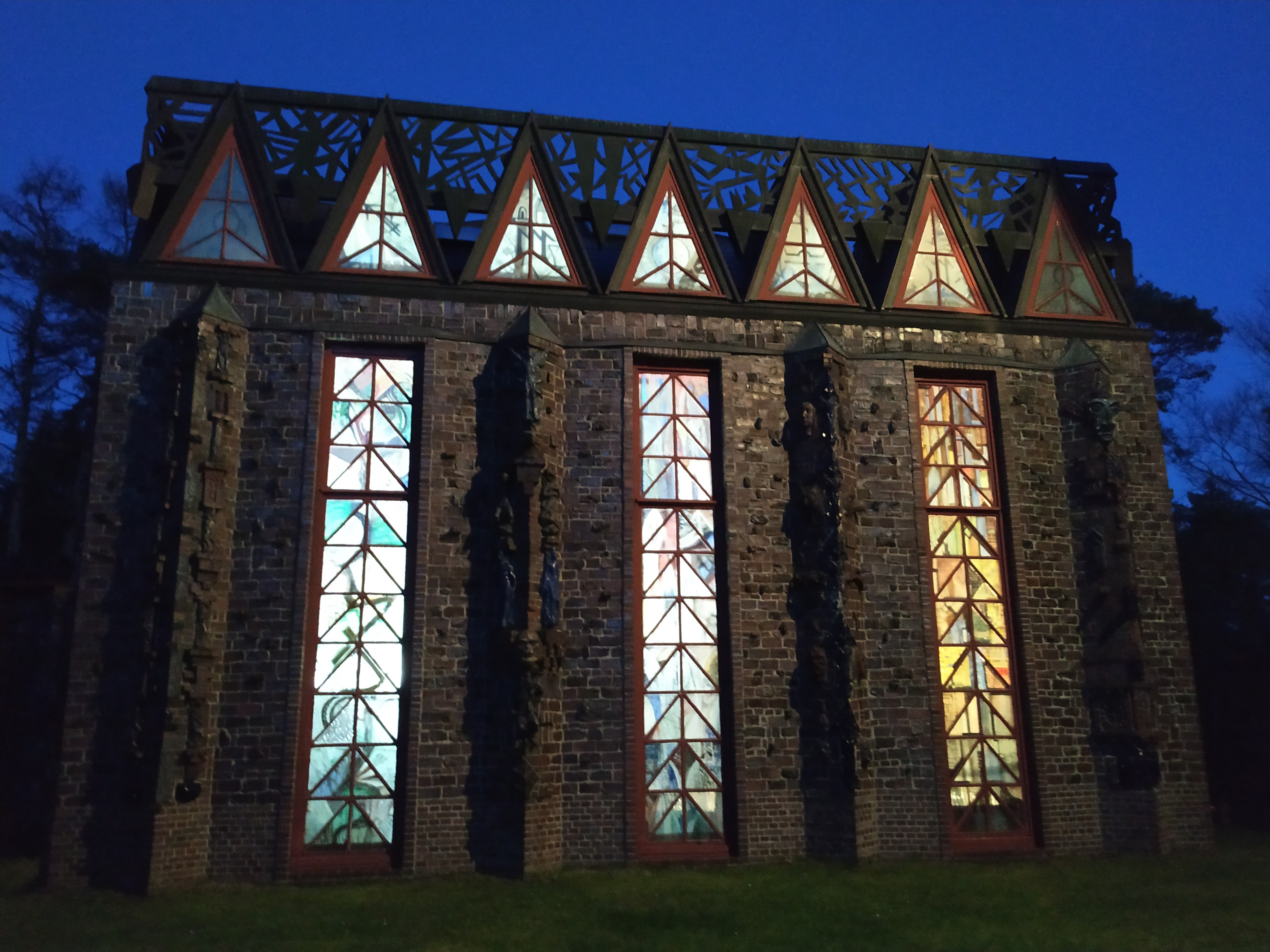
Kunsttempel bei Nacht
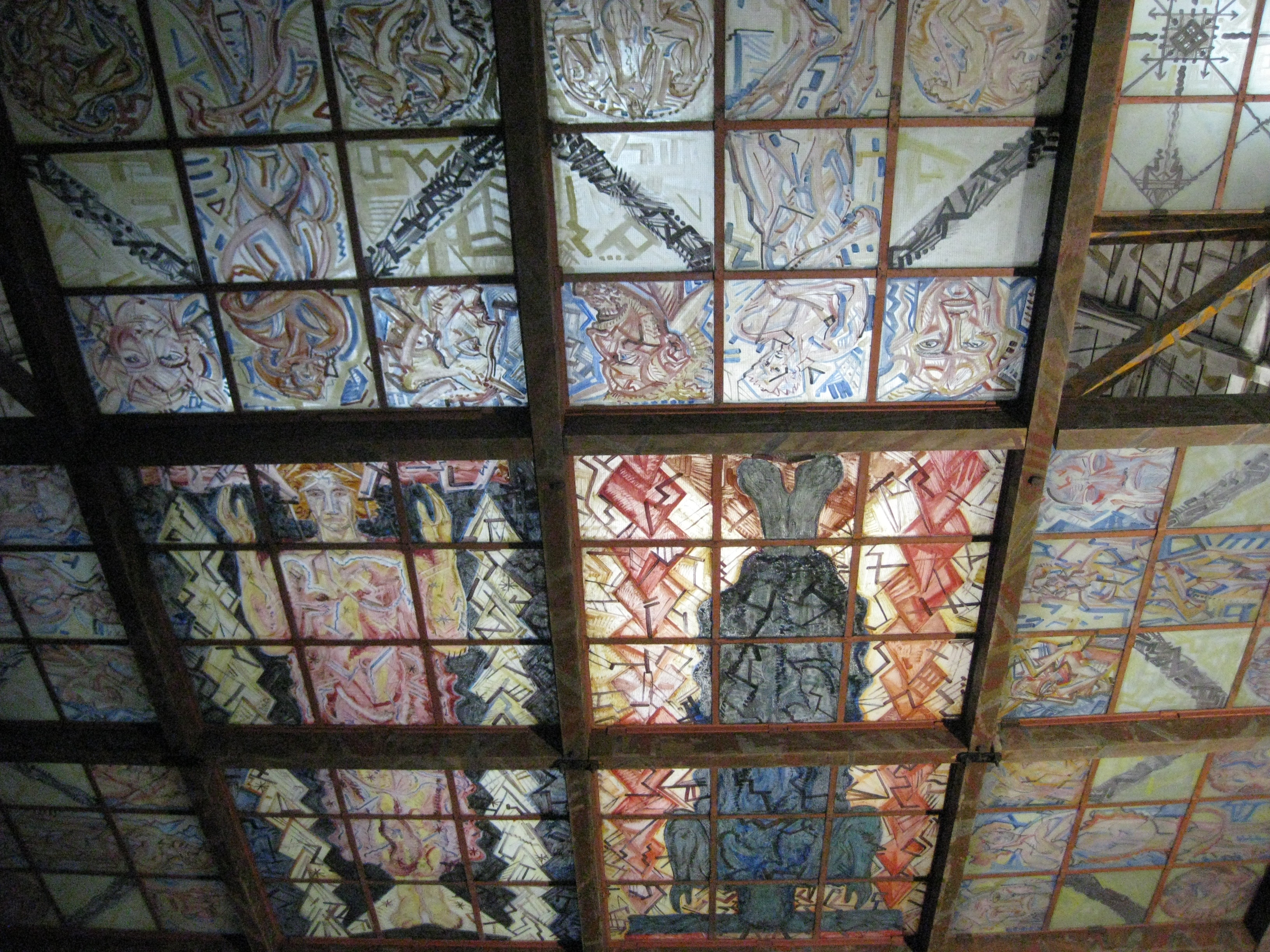
Glasmalereien an der Decke des Kunsttempels
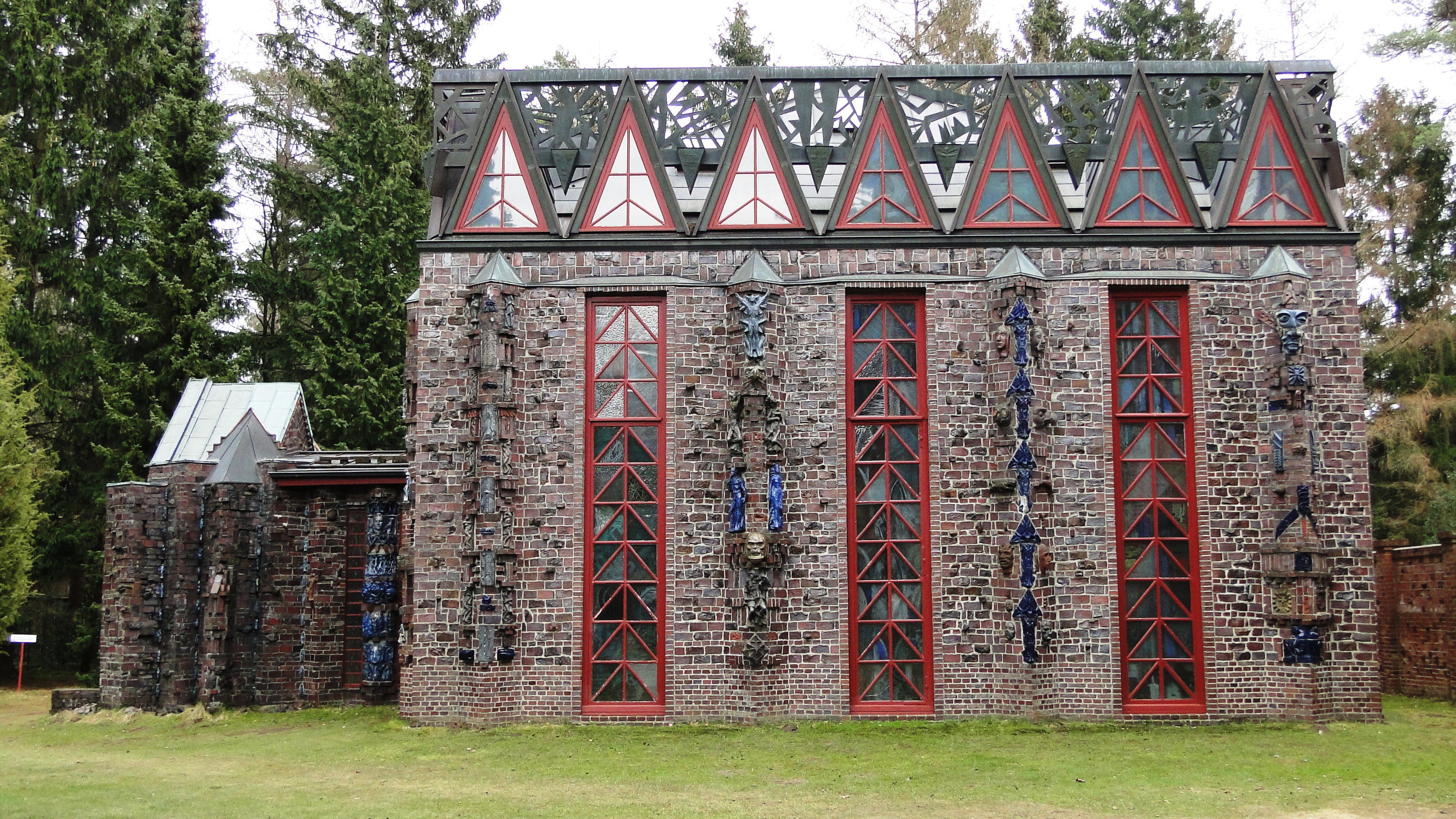
Westseite des Kunsttempels
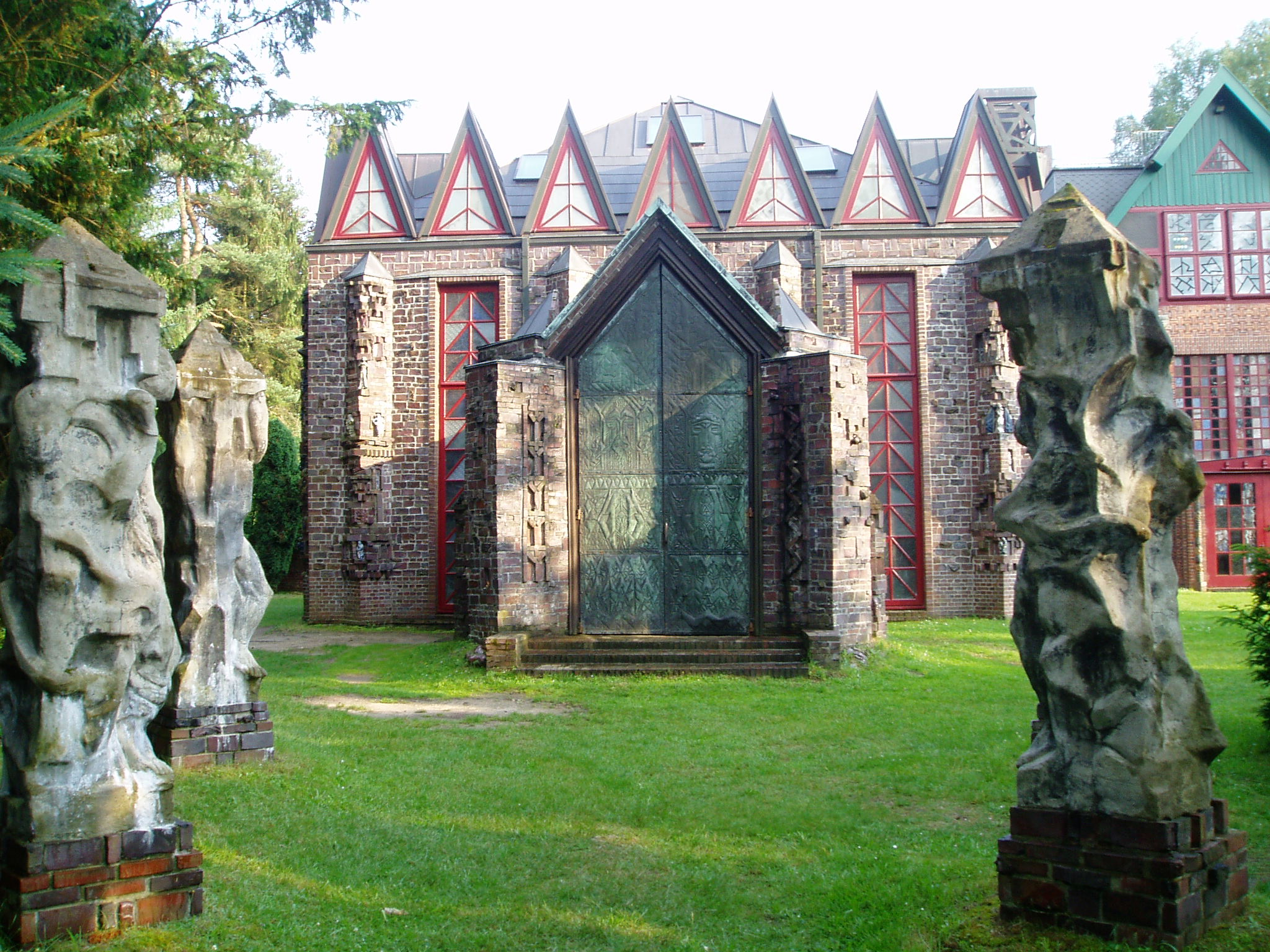
Portal Kunsttempel

#### Tempelzyklen
Von Johann Bossard wurden drei Bilderzyklen vorgesehen, die im Wechsel gehängt werden sollten.
Bereits während der Bauzeit des Kunsttempels 1926 entstand der erste Bildzyklus aus neun großformatigen Leinwandgemälden, die die gesamte Fläche der Ost-, Süd- und Westwand einnehmen können. Der erste Zyklus ist aktuell im Schaumagazin der Kunststätte Bossard in Jesteburg untergebracht. Wenn der erste Zyklus komplett hängt, ist der Raum stark verdunkelt. Bossard betitelte diesen Zyklus als „Halle des Kampfes“. „Im Rückbezug auf mythische Vorstellungskomplexe von Weltuntergang und Zeitenwende schildert er in diesen Bildwerken die Bedrohung des Menschen durch die Naturgewalten sowie wilde Tiere und den Bruderkampf.“
1928 entstand der zweite Zyklus. Dieser bedeckt ebenfalls alle Wandflächen, spart allerdings die Fenster aus. Er umfasst unter anderem vier große Triptychen, die geöffnet und geschlossen werden können. Es handelt sich nun um ein steuerbares Gestaltungselement mit dem eine andere Raumatmosphäre erzeugt werden kann. „In seiner Werbeschrift überschrieb Bossard diesen Zyklus mit „Welt des Vororganischen“, was sich in der abstrakten, architektonisch-kristallinen Gestaltung der Nord- und Südwand widerspiegelt.“
Der dritte und letzte Zyklus entstand zwischen 1942 und 1943. Der Titel des Zyklus lautet: „Das goldene Zeitalter, da Götter und Menschen in Eintracht gewandelt“. Dieser Zyklus wurde erst 1953 durch Jutta Bossard-Krull an seinem Bestimmungsort gehängt und ausgestellt, drei Jahre nach Johann Bossards Tod. Die genaue Platzierung der Bildtafeln bleibt damit umstritten. Der dritte Zyklus wurde bis 1997 ausgestellt. Er befindet sich heute ebenfalls im Schaumagazin der Kunststätte.

### Eddasaal

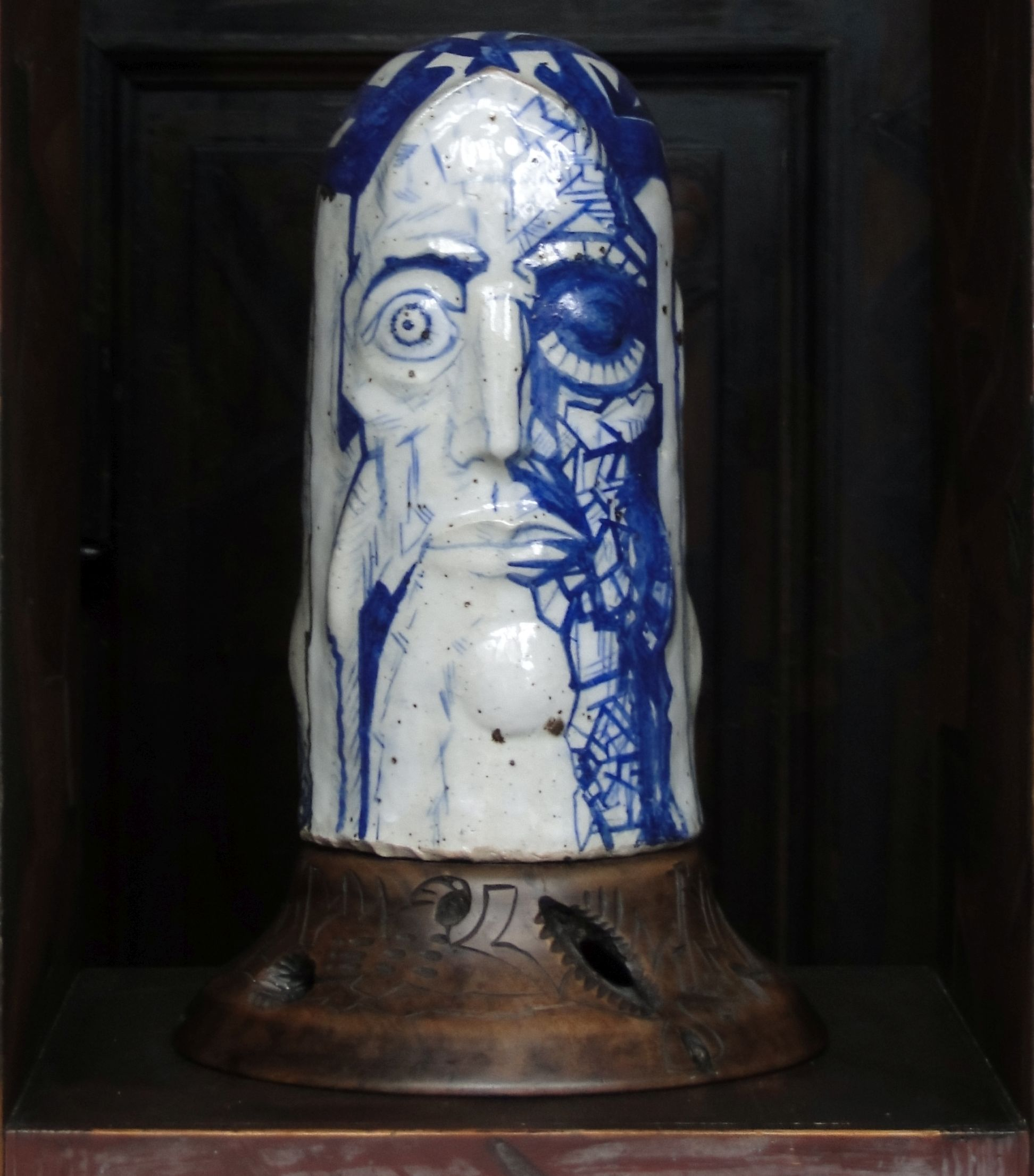
Odin-Skulptur, um 1921, Höhe 34 cm; Holzsockel von Jutta Bossard, um 1935

Nach dem Bau des Kunsttempels wurde das bisherige Atelier im Haupthaus umgestaltet. Der Eddasaal wurde gemeinschaftlich von Johann und Jutta Bossard und dem angehenden Künstler Franz Hötterges ausgestaltet: Wände, Fenster, Decke, Türen, Schrank usw. Der Bau und die Ausgestaltung erstrecken sich von 1932 bis 1935. Der Raum erstreckt sich über zwei Geschosse und ist mit dem Wohnhaus durch eine Diele verbunden. Die großen Fensterfronten nach Norden sorgen für ein gleichmäßig von Norden einfallendes Licht, das den ganzen Tag anhält. Eine Galerie führt in einen weiteren Raum: das Schatzkämmerchen. Er wurde nur von Jutta Bossard gestaltet.
Der Saal wurde nach den vorherrschenden Monumentalgemälden benannt, die sich hauptsächlich mit Motiven der altnordischen Textsammlung Edda beschäftigt. Die Türen dieses Raumes sind Kupfertreibarbeiten. Bossard gilt als Autodidakt, d. h., er brachte sich auch diese Technik selbst bei. Das Wieland- und das Gudruntor (benannt nach den Heldensagen Wielands und Gudruns) weisen ebenfalls ein reichhaltiges Bildprogramm auf. In einem Nebenraum, dem Urgebraus, bewahrten die Bossards ursprünglich ihre Arbeitsutensilien auf.

#### Das Hakenkreuz im Eddasaal

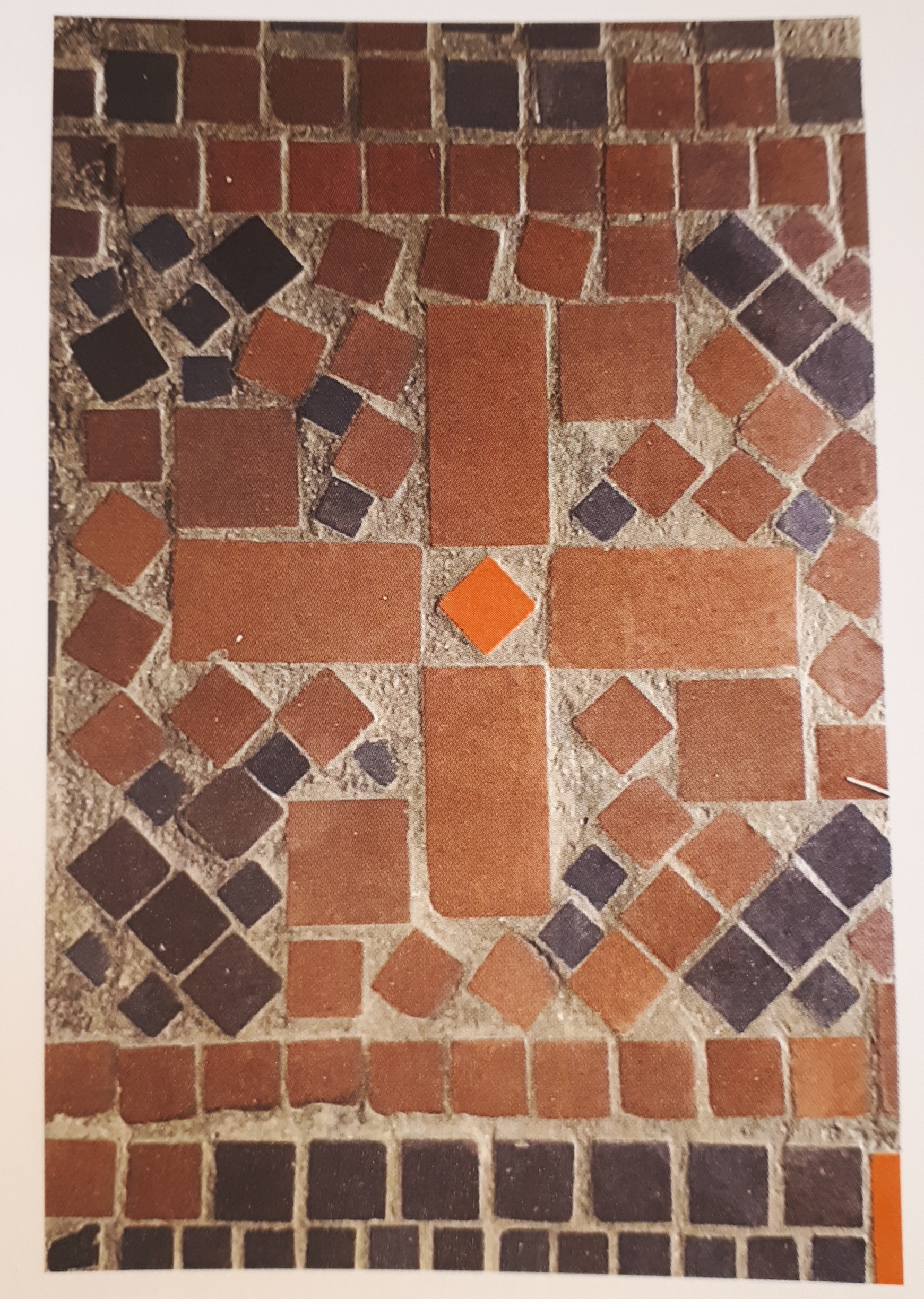
Das Hakenkreuzmosaik auf dem Fußboden

Im Mosaikfußboden des Raumes findet sich unter vielen anderen Symbolen, Zeichen und Gesichtern ein abstrahiertes Hakenkreuz, das wahrscheinlich nach 1934 gelegt wurde. 2020 griff es der Hamburger Journalist Martin Doerry auf und bemängelte die bisherige Aufarbeitung betreffend Bossards Sympathien für den Nationalsozialismus bzw. die Thematisierung dieser Problemstellung an der Kunststätte Bossard. Publiziert und entsprechend wissenschaftlich aufbereitet wurden der Eddasaal und sein Bezug zum Nationalsozialismus im Katalog zur Ausstellung „Über dem Abgrund des Nichts“ von 2018 an der Kunststätte Bossard.

### Neues Atelier
Das Neue Atelier entstand im Anschluss an den Eddasaal. Dies wurde nördlich des Haupthauses gebaut, jedoch nur zur Hälfte fertiggestellt.
Im Jahre 2000 wurde das Gebäude vollendet und als Ausstellungsgebäude ebenfalls mit in die Museumsarbeit einbezogen. Äußerlich wurde das Neue Atelier dem Tempelbau angepasst. Auch hier finden sich lisenenartige Vorsprünge, die Ecken des Gebäudes wurden abgestumpft. Direkt hinter dem Neuen Atelier befindet sich das Atelier von Jutta Bossard, dem ältesten Gebäude auf dem Grundstück. Anfänglich wurde dies als Bauhütte genutzt.

### Gartenanlage

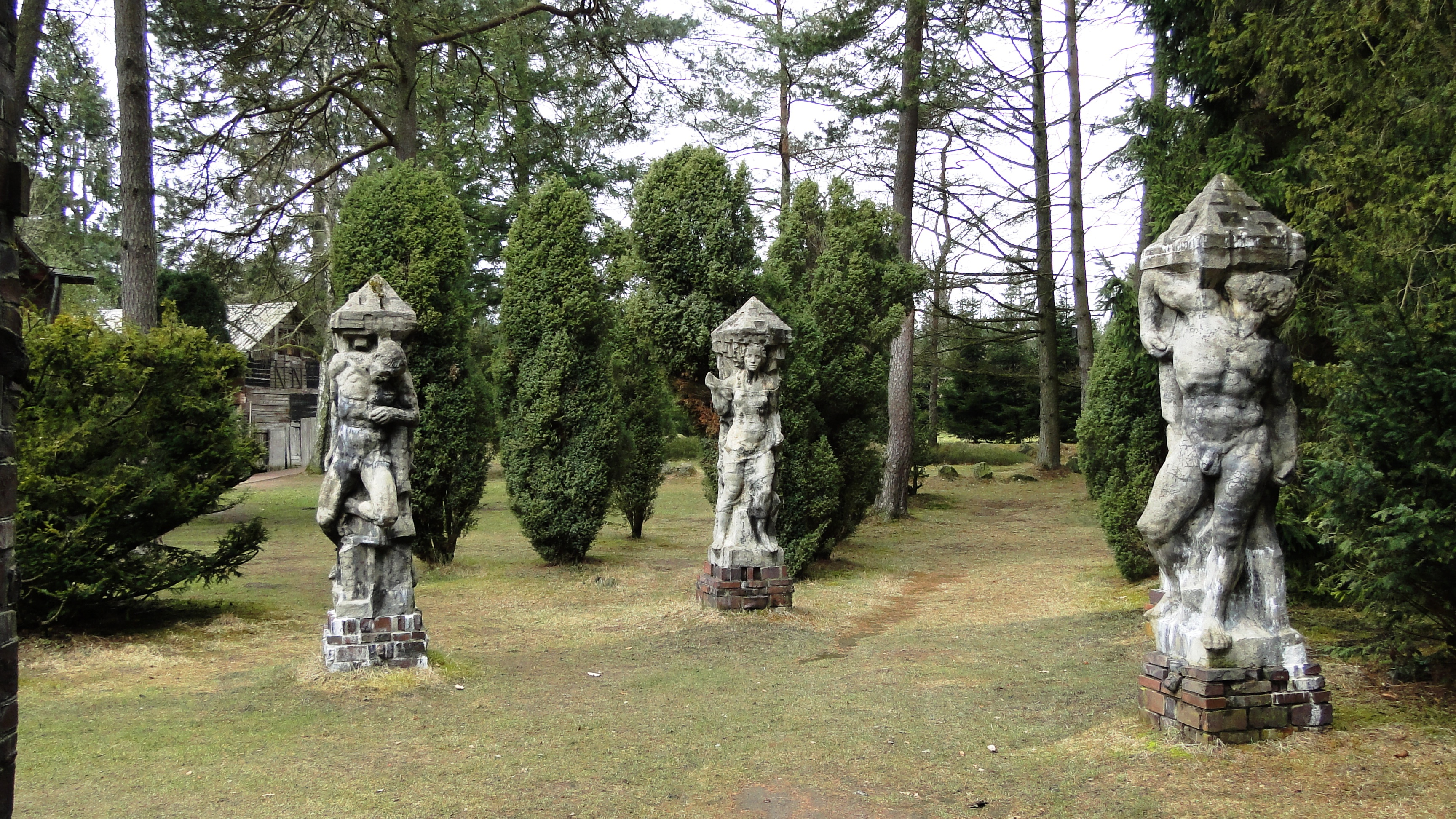
Gartenanlage mit Skulpturen

Die Gartenanlage ist ein wichtiger Teil des Gesamtkunstwerkes. Wahrscheinlich 1912 wurden als Grundstücksbegrenzung 4500 Fichten gepflanzt, sodass sie ergänzt mit Birken eine Allee bildeten. Nach Süden und Norden dominieren die Gartenflächen. In der Mitte befinden sich alle Gebäude der Kunststätte. Die Anlage setzt sich aus den Bereichen Skulpturengarten, Baumtempel, Baumkreis (das sogenannte Omega), Obst- und Gemüsegärten, Heideflächen, Steingarten und Monolithenallee zusammen.
Zur Gestaltung haben die Bossards die vorgefundenen, also regionale, Materialien verwendet. Er ist nicht streng geplant entstanden mit Blickachsen oder ähnlich, sondern alle Pflanzen sollten durch ihr Wachsen den Ort stetig verändern.

### Das Schaumagazin
Ein eigenes Schaumagazin der Kunststätte Bossard befindet sich im Ort Jesteburg in einem ehemaligen Schulgebäude. Hier sind mehr als 6000 Werke und Objekte der Bossards und von Bossard-Schülern untergebracht und teilweise ausgestellt. Neben Gemälden, Zeichnungen, Drucken, Gussformen, Plänen usw. befindet sich hier auch der schriftliche Nachlass des Ehepaars Bossard.

## Personen an der Kunststätte Bossard

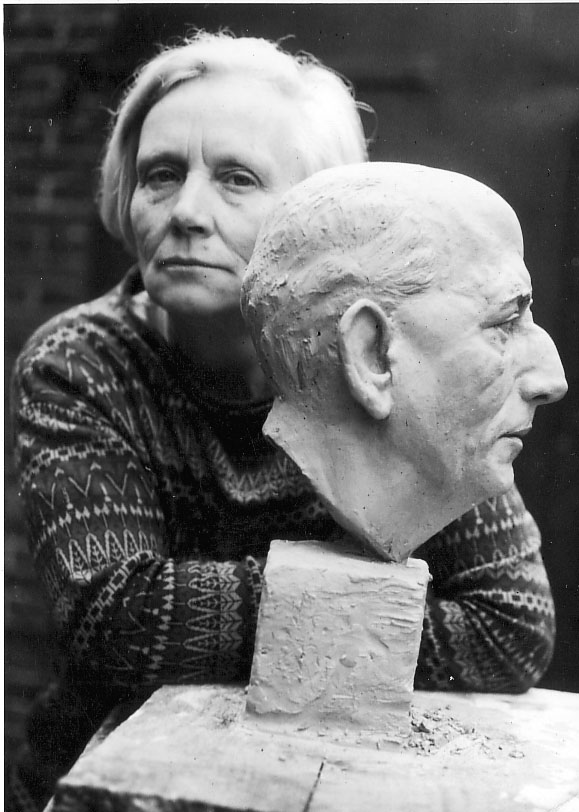
Jutta Bossard-Krull mit einer Büste in Blankenese

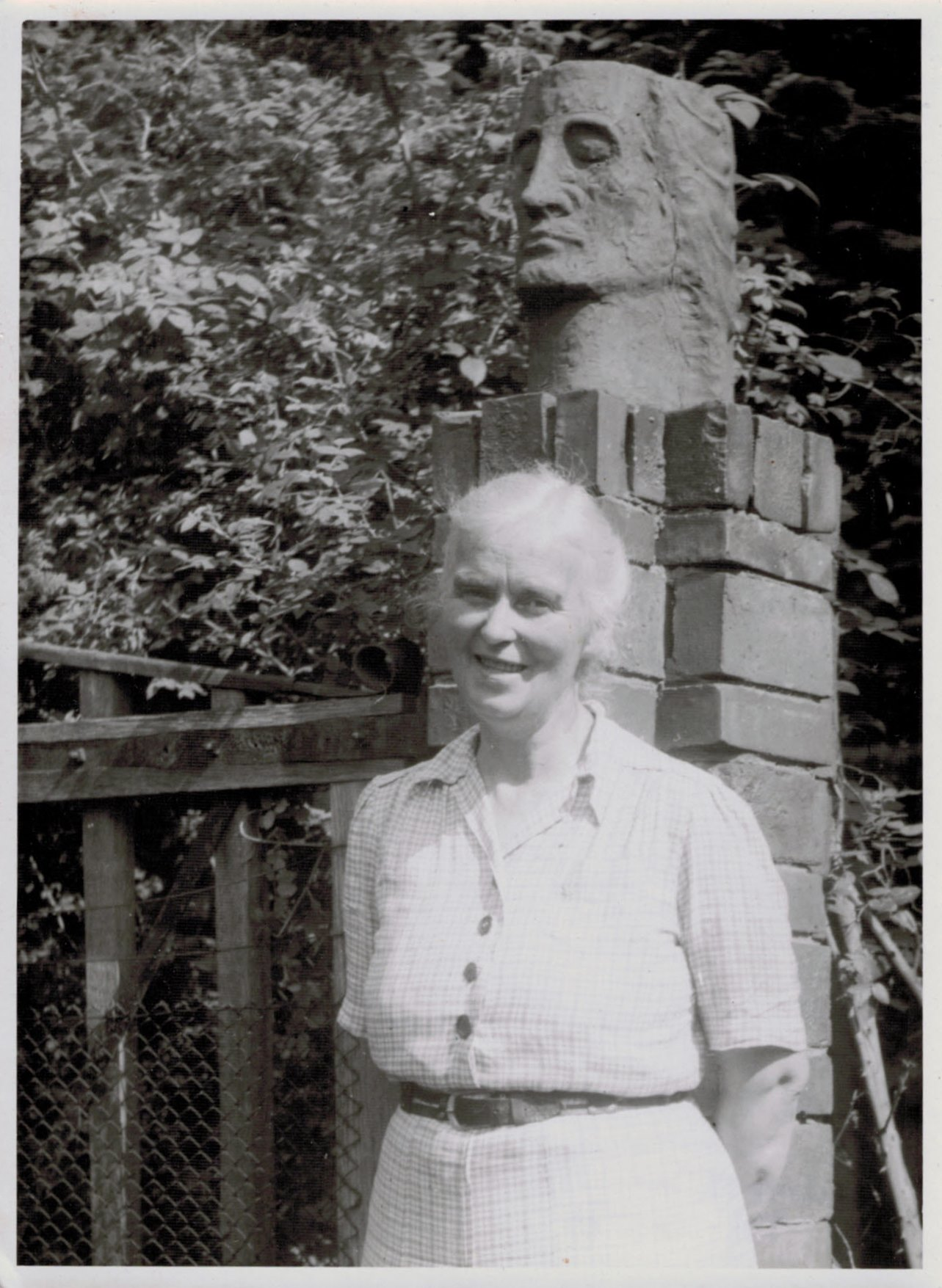
Wilma Krull am Tor zum Steingarten

### Johann Michael Bossard
Johann Michael Bossard wurde am 16. Dezember 1874 in der Schweiz geboren, absolvierte eine Lehre als Hafner (Ofensetzer und Töpfer) und studierte anschließend in München Bildhauerei. 1897 zog er nach Berlin und schloss dort ein Malereistudium an (dies entnimmt Fok dem handschriftlichen Lebenslauf Bossards). Nach einigen Jahren als freischaffender Künstler erhielt Bossard 1907 an der Staatlichen Kunstgewerbeschule Hamburg eine Anstellung als Lehrer für Bildhauerei. 1926 heiratete er die 29 Jahre jüngere Bildhauerin Jutta Krull, seine ehemalige Schülerin. Nach seiner Pensionierung verlegte er seinen Wohnsitz dauerhaft auf sein Heideanwesen, wo er am 27. März 1950 verstarb.

### Jutta Bossard-Krull
Carla Augusta Elsine Dorothea Krull, kurz Jutta genannt, wurde am 6. Juli 1903 in Buxtehude geboren. Sie war das sechste und letzte Kind in der Lehrerfamilie Ernst Krull. 1922 begann sie ihr Studium an der Kunstgewerbeschule in Hamburg, wo sie sich auf Bildhauerei spezialisierte. 1926, nach Abschluss des Studiums, heiratete sie ihren Lehrer Johann Michael Bossard. Beide arbeiteten seitdem gemeinsam an dem Gesamtkunstwerk „Kunststätte Bossard“. Nach dem Tode ihres Mannes (1950) setzte sie ihre ganze Energie für den Erhalt der Kunststätte ein. Im November 1995 gingen das Grundstück, die Gebäude und die Kunstwerke in die „Stiftung Kunststätte Johann und Jutta Bossard“ über. Damit sicherte Jutta Bossard-Krull den Erhalt der Anlage über ihren Tod hinaus. Am 13. Oktober 1996 verstarb Jutta Bossard-Krull.

### Wilma Krull
Wilma Krull (1896–1979) lebte an der Kunststätte ab 1929 50 Jahre lang an der Seite ihrer jüngeren Schwester Jutta Bossard. In dieser Zeit war sie die Betreuerin von Haus und Hof. Wilma Krull hat die Gartenanlage kenntnisreich bewirtschaftet. Bossards Programm der Selbstversorgung im Sinne der Lebensreform-Bewegung setzte sie in ihrer Tätigkeit unauffällig, aber effektiv um und leistete so einen eigenen Beitrag zum Gelingen des Gesamtkunstwerkes. Die Haustiere Hühner, Enten, Gänse, Puten, Schafe, ein Schwein sowie Hunde und Katzen wurden von Wilma Krull versorgt. Zeitweise wurden auch Bienen gehalten.

## Stiftung Johann und Jutta Bossard
Seit der Jahreswende 1995/96 ist der Erhalt der Kunststätte Bossard durch die Stiftung Kunststätte Johann und Jutta Bossard gesichert. Stifter sind Jutta Bossard, die das Grundstück, die Gebäude und alle Kunstwerke aus ihrem Besitz einbrachte, sowie die Kreissparkasse Harburg (heute Sparkasse Harburg-Buxtehude) und der Landkreis Harburg, die für die finanzielle Absicherung sorgten. Seit dem Jahr 2015 beteiligt sich auch die Gemeinde Jesteburg mit regelmäßigen Zuwendungen an der Finanzierung. Zusätzlich ist die Kunststätte Bossard auf eigene Einnahmen, z. B. aus Eintrittsgeldern, und auf die Unterstützung durch Stiftungen und Sponsoren angewiesen.
Kernaufgabe der Stiftung ist es, den künstlerischen Nachlass von Johann und Jutta Bossard zu pflegen und zu erhalten, insbesondere die denkmalgeschützten Gebäude, die Raumausstattungen und die gestaltete Gartenanlage, und der Öffentlichkeit zu präsentieren.
Eine Renovierung der Anlage für 688.000 Euro erfolgte in den Jahren 2021 und 2022. Sie wurde von zahlreichen Institutionen, wie der Bundesregierung, der Deutschen Stiftung Denkmalschutz, der Niedersächsischen Bingo-Umweltstiftung, dem Niedersächsischen Landesamt für Denkmalpflege und der Niedersächsischen Sparkassenstiftung gefördert. Die Konservierungs- und Sanierungsarbeiten wurden an der Außenfassade und im Inneren vorgenommen.
Bei weiteren Sanierungsarbeiten im Jahr 2024 entdeckten Dachdecker auf einem Dachboden die Einzelteile eines verschollenen Monumentalgemäldes von 15 Metern Breite und 5 Meter Höhe. Das in den Jahren 1907 und 1908 von Johann Michael Bossard geschaffene Werk „Tatkraft“ zeigt maritime Motive. Es war für die Stadt Hamburg bestimmt und seinerzeit in der Hamburger Kunstgewerbeschule ausgestellt.

## Rezeption

### Auszeichnungen
Die Kunststätte Bossard wurde 2012 aufgrund der Restaurierung des Kunsttempels mit dem Europa-Nostra-Preis für herausragende Leistungen im Bereich der Erhaltung von Kulturerbe ausgezeichnet. 2018 wurde sie in das Programm der Beauftragten der Bundesregierung für Kultur und Medien für national wertvolle Kulturdenkmäler aufgenommen. 2021 erhielt die Kunststätte Bossard das Museumsgütesiegel vom Museumsverband für Niedersachsen und Bremen.

### Geplante Bauerweiterung
Unter dem Motto Bossard neu denken – Kunsthalle der Lüneburger Heide wurden 2019 Fördermittel des Bundes in Höhe von 5,38 Millionen Euro für den Bau einer neuen Kunsthalle in Aussicht gestellt. Sie sollte neben der Eingangsfunktion für die Kunststätte auch die Kunst- und Kulturgeschichte der Lüneburger Heide präsentieren, Räume für Bildung und Vermittlung und Veranstaltungsinfrastruktur bieten. Nach knappem Votum der Gemeinde für das Projekt, griff der Hamburger Journalist Martin Doerry die kritischen Stimmen gegen die öffentlichen Subventionen für die Kunststätte Bossard mit dem Hinweis auf antisemitische Äußerungen Johann Bossards in den 1930er Jahren auf. Laut Doerry hätten sich Bossards Sympathien für nationalsozialistisches Gedankengut auch später fortgesetzt. Aufgrund anhaltender Kritik entschied der Stiftungsrat der Kunststätte Bossard, das Neubauprojekt ruhen zu lassen, bis eine externe wissenschaftliche Aufarbeitung zum Verhältnis des Ehepaares Johann Michael und Jutta Bossard zum Nationalsozialismus vorliegt. 

### Forschungen zum Verhältnis der Bossards zum Nationalsozialismus
Im Jahr 2017 führte die Kunststätte Bossard eine Untersuchung des schriftlichen Nachlasses von Johann Bossard mit externer wissenschaftlicher Unterstützung durch. Die Ergebnisse wurden in den Publikationen „Über dem Abgrund des Nichts. Die Bossards in der Zeit des Nationalsozialismus“ und „Johann Bossard, Texte aus dem Nachlass: Programmatische Schriften und Reiseberichte“ veröffentlicht. 2018 und 2019 fand dazu die Ausstellung „Über dem Abgrund des Nichts – Die Bossards in der Zeit des Nationalsozialismus“ statt. In der öffentlichen Diskussion wurde darauf hingewiesen, dass die inhaltliche Aufarbeitung der nationalsozialistischen Vergangenheit Bossards nur intern erfolgte. Sie wurde von der Leiterin der Kunststätte verantwortet und vom Landkreis Harburg mitfinanziert.
2021 beauftragte die Kunststätte Bossard das Institut für Zeitgeschichte mit einer Untersuchung. Laut dem 2022 vorgelegten Vorgutachten gibt es Zitate von Johann Michael Bossard, denen zufolge er hoffte, dass die Nationalsozialisten das „deutsche Volk“ zu neuer Größe führen würden. Quellen, in denen Bossard den Holocaust aktiv befürwortet hätte, gebe es nicht. Sein Weltbild sei von einer Vorliebe für die nordische Mythologie geprägt, die zumindest anschlussfähig an die Ideologie der Nationalsozialisten sei. Auch sei er „völkisch orientiert“ gewesen, was auch antisemitische Züge beinhalte.
2024 begann an der Kunststätte Bossard ein Forschungsprojekt mit dem Titel „Das Leben und Wirken der Bossards verständlich machen“, das in Kooperation mit dem Niedersächsischen Landesamt für Denkmalpflege erfolgt. Es wird vom Niedersächsischen Ministerium für Wissenschaft und Kultur mit dem Förderprogramm „Pro*Niedersachsen“ mit 100.000 Euro unterstützt.

### Veranstaltungsreihe „Reden wir über Bossard“

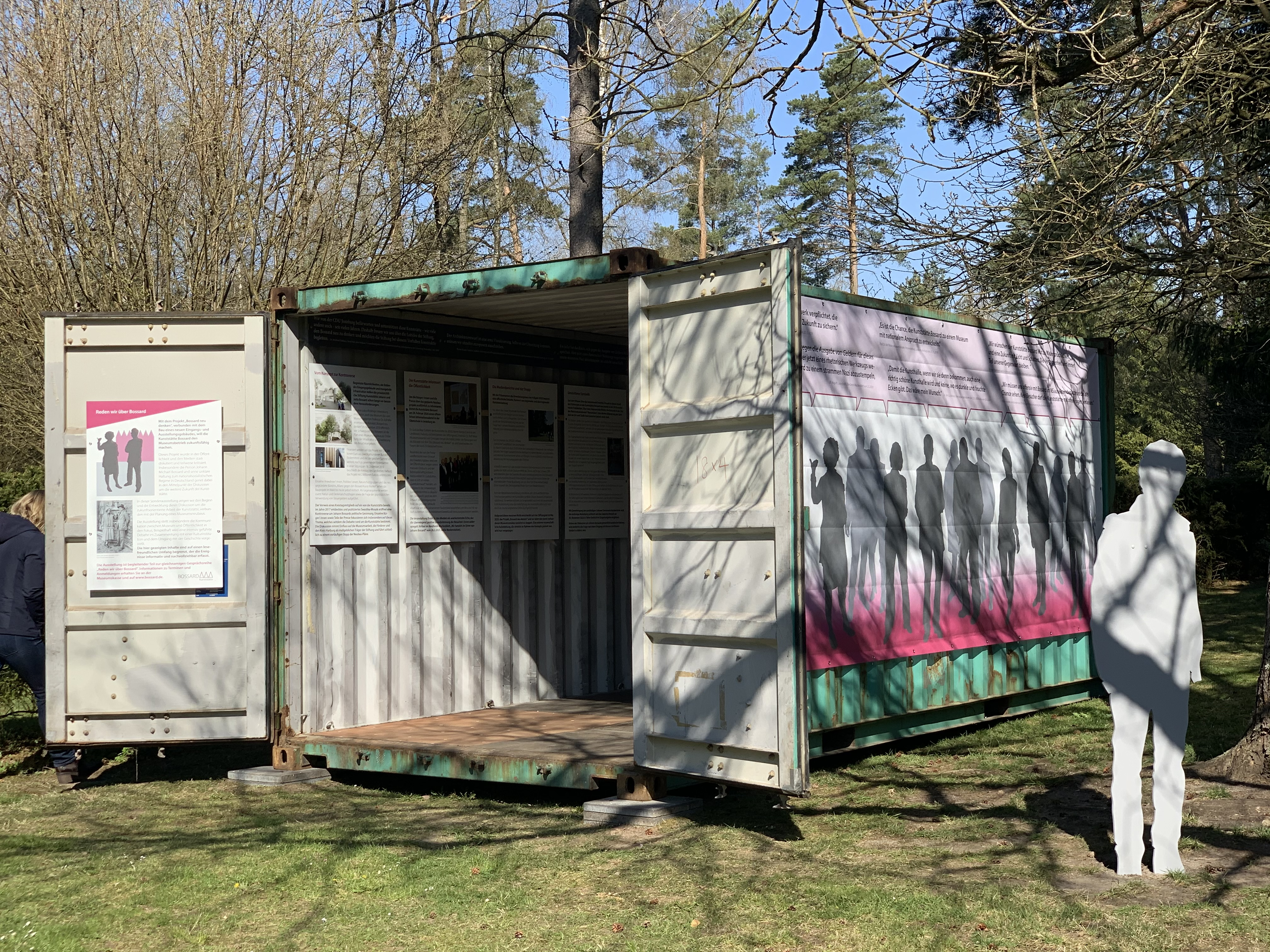
Container-Ausstellung „Reden wir über Bossard“

Die Kunststätte Bossard initiierte 2021 eine Veranstaltungsreihe mit dem Titel „Reden wir über Bossard“. Sie sollte die Öffentlichkeit, Fachleute und Politiker zu den Bereichen Kunst, Politik und Denkmalschutz ins Gespräch bringen. Hierfür wurde auf dem Museumsgelände ein begehbarer Container aufgestellt, der Info-Tafeln mit Konnotationen zur Veranstaltungsreihe und weiterführendes, dokumentarisches Material zur Kunststätte enthielt.

### Jesteburger Kunstpfad
Zusammen mit Timm Ulrichs Musterfassade liegt die Kunststätte an einem der Endpunkte des Jesteburger Kunstpfads.